# Török László (sportújságíró)
Török László (Budapest, 1950. december 4. –) magyar rádiós, sportújságíró, sporttisztviselő. Sportriporterként elsősorban jégkorong, vízilabda és úszó közvetítéseiről ismert.

## Pályafutása
Gyerekkorában a labdarúgókapus és asztaliteniszező volt. A labdarúgással egy kartörés után felhagyott. Asztaliteniszezőként az 1960-as évek végén a Ganz-MÁVAG NB I-es csapatában néhány alkalommal szerepelhetett. Az érettségi után a Ganz gyár bronzöntödéjében irodai dolgozóként helyezkedett el.
1969-ben indult a Telesport és a Képes Sport Pályabelépő című sportújságíró tehetségkutató versenyén, de nem sikerült a legjobbak közé jutnia. 1970-ben betanított hangtechnikusként dolgozott a Magyar Rádióban. 1971-től a rádió sportosztályának külsős munkatársa lett. 1971-től 1977-ig az OSC módszertani előadójaként dolgozott. 1975-ben a Testnevelési Főiskolán sportszervezőként végzett.
1975-től a Magyar Jégsport Szövetség jégkorong-szakbizottságának tagja volt. 1977 novemberétől 1980 áprilisáig a szervezet főtitkáraként tevékenykedett. Ebben az időszakban a Magyar jégkorong-válogatott a világbajnokság B csoportjában szerepelt és a Regőczy Krisztina-Sallay András jégtánc páros olimpiai ezüst- és világbajnoki aranyérmet nyert. Emellett elindult a másodosztályú jégkorongbajnokság, ahol több, hazai szinten később meghatározóvá vált csapat tudott bemutatkozni. Jeges tömegsportnapok szervezésével segítették a szakágak népszerűsítését. Sikerült javítani a szövetség és a sajtó kapcsolatán. Saját értékelése szerint nem sikerült javítania a szakág elismertségén a hazai sportvezetésben. A felszerelés és a jég hiánya állandó gonddá vált. 1980 és 1982 között a Székesfehérvári Volán jégkorongcsapatának technikai vezetője volt. 1985-ben a Magyar Jégsport Szövetség elnökségi tagja lett. 1988-ban elnökségi tagja lett az akkor megalakult Magyar Jégkorong Szövetségnek.
1982-től A Magyar Rádió sportosztályán főállásban dolgozott. Emellett 1989-től 2001-ig a Calypso Rádió műsorvezetője is volt. 1996-tól 2000 végéig a Magyar Rádió sportosztályának vezetője. 2007 áprilisában, miután a sportműsorok számát minimálisra csökkentették, távozott a Magyar Rádiótól. Rádiósként 1985-től 2006-ig minden úszó és vízilabda világeseményről, öt-öt téli és nyári olimpiáról, egy labdarúgó-világbajnokságról tudósított. Emellett a magyar jégkorong-válogatott és a hazai bajnoki mérkőzések kommentátora volt.
Több hazai jégkorongos eseményen sajtófőnökként tevékenykedett. (1983-as C csoportos világbajnokság, 1984-1986 Magyar Nemzet kupa, 1990-es C csoportos világbajnokság, 2011-es divízió 1-es világbajnokság) 2000-től 2012-ig a Magyar Vízilabda-szövetség sajtófőnöke volt.
A Sportklub csatornán a jégkorong-mérkőzések szakkommentátora volt.

## Könyvei
- Rekviem a hokiért (1984)
- Egy álomból – csapat lett. A SAPA Fehérvár AV 19 jégkorongozóinak, regényes története; Alpha Holding, Székesfehérvár, 2011

## Díjai, elismerései
- Ezüstgerely díj, rádióműsor kategória: 1. díj, László György, Molnár Dániel, Török László: Szép volt fiúk! (1986)[9]
- Ezüstgerely díj, rádióműsor kategória: 3. díj, Török László: Nyolcvanadik tél (1986)
- Sport-Egészség-Élet sajtópályázat, II. kategória: 3. díj Bruckner Gáborral (1987)[10]
- Magyar Népköztársasági Sportérdemérem bronz fokozata (1987)[11]
- Ezüstgerely díj, rádióműsor kategória: 1. díj, a 400 méteres vegyesúszás Eb-döntőjének közvetítéséért (1988)[12]
- MOB nívódíj (1988)[13]
- Ezüstgerely díj, rádióműsor kategória: 1. díj, Novotny Zoltán, Földy Attila, Török László, Molnár Dániel: Közvetítés a VIII. magyar Formula–1-es Nagydíjról (1994)[14]
- MOB média-díj (1994)[15]
- Feleki László-díj (2007)
- Magyar Sportújságírók Szövetsége életműdíja (2012)[16]
- A magyar jégkorong halhatatlanja (2016)
- A magyar úszósport halhatatlanja (2017)
- Szepesi György-díj (2019)[17]